# Jurij Vladimirovič Matijasevič
Jurij Vladimirovič Matijasevič (* 2. března 1947 Leningrad) je ruský matematik a informatik. Nejvíce jej proslavila tzv. Matijasevičova věta, která záporně zodpověděla desátý z Hilbertových problémů a kterou publikoval v rámci své diplomové práce v roce 1970.
K matematice měl blízko už během studií, v letech 1962–1963 navštěvoval Petrohradské fyzikálně-matematické lyceum № 239, v letech 1963–1964 Kolmogorovu školu v Moskvě. V roce 1964 vyhrál Mezinárodní matematickou olympiádu. Pak studoval v letech 1964–1969 matematiku na Petrohradské státní univerzitě.